# Don Francisco
Pour les articles homonymes, voir Blumenfeld.
 (décembre 2017).
Mario Luis Kreutzberger Blumenfeld connu populairement comme Don Francisco est un animateur  de télévision chilien, né à  Talca le 28 décembre 1940. C'est un des personnages les plus populaires dans le médias de langue espagnole, connu  grâce à son programme télévisé, Sábado Gigante, transmis dans 44 pays du monde.
Habitué des croisades solidaires, sa plus grande réussite a été d'être le créateur de la Teletón, une campagne de récolte de fonds destinée aux enfants handicapés et qui a été imitée dans d'autres pays latino-américains.

## Biographie
Il est le fils de Erick Kreutzberger et Anna Blumenfeld Neufeld, tous les deux juifs allemands qui ont quitté leur pays au moment de la Seconde Guerre mondiale. Son père, après sa naissance a décidé de partir de Talca,  et de s'y établir comme tailleur à Santiago.

## Carrière professionnelle

### Sábado Gigante
Une fois dans le monde de la télévision, il a d'abord présenté Show Dominical, qui a été diffusé moins d'un mois. Cet échec précipite son renvoi. Comme le public le demandait, il a été réembauché. Il a alors animé un programme de télévision de variétés, concours, humour et interviews nommé Sábados Gigantes (Samedis géants).

### Autres programmes
En plus de son traditionnel programme de télévision, Don Francisco a présenté les programmes suivants :
- Show Dominical: (Canal 13 - Chili, entre 1962 et 1963)
- Los Gigantes del Mundial : Microprogramme réalisé pendant les Coupes du monde de football de 1978, 1982,1986, 1994 et 1998. Au Chili, il a présenté cette émission en compagnie de César Antonio Santis de 1978 à 1986.
- Veinte Años con Usted : Série de programmes pour célébrer le 20e anniversaire du canal de télévision Canal 13, 1979.
- Noche de Gigantes : Canal 13 (Chili), de 1980 à 1993).
- Gigante y Usted :  Canal 13 (Chili), de  1995 à 1998).
- Vamos Chilenos : Microprogramme réalisé après la qualification du Chili à la Coupe du monde de football de 1998. Canal 13, 1998.
- Cuarenta Años Juntos : Série de programmes pour célébrer le 40e anniversaire du canal de télévision Canal 13, 1979.
- ¿Quién quiere ser millonario? :  Version chilienne de la licence anglaise Who Wants to be a Millionaire (Canal13 - Chili, de 2001 à 2003)
- Don Francisco Presenta : (Univisión - États-Unis), à partir de 2000
- Trato Hecho : Version chilienne de la licence anglaise Deal or No Deal (Canal13 - Chili, 2004)
- ¿Quién merece ser Millonario? : version chilienne du programme anglais Who Wants to be a Millionaire, mais, avec quelques modifications. (Canal13 - Chile, 2006 a la fecha)
- Atrapa los Millones,: version chilienne de Money Drop (Canal13), depuis 2012.

## Téléthon

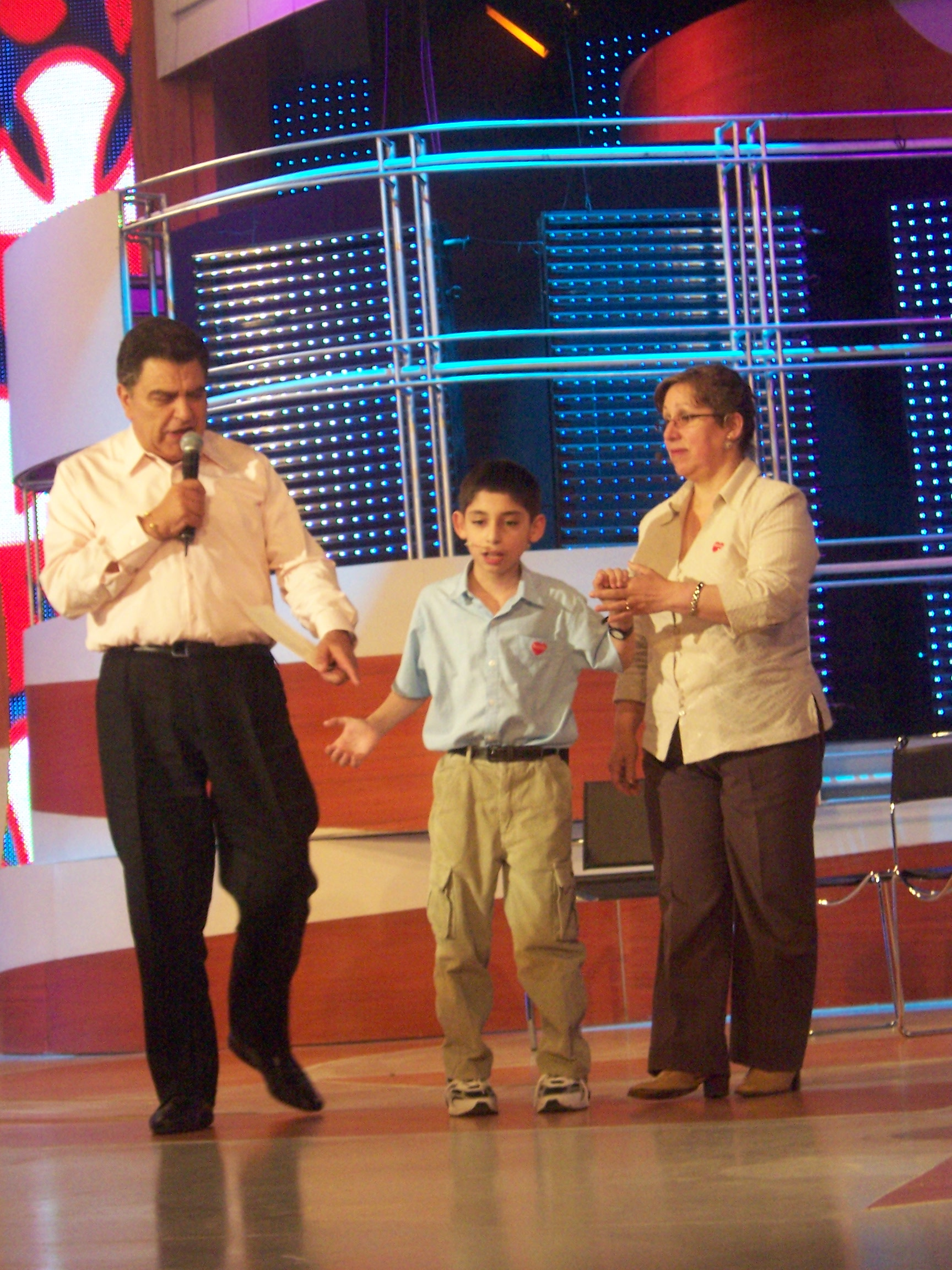
Don Francisco pendant la Téléthon 2007.

À la fin des années 1970, Don Francisco était très populaire au Chili. Pourtant, le présentateur sentait qu'il devait faire un apport concret en direction du public chilien qui l'a mené au sommet. C'est alors qu'il organisa avec son confrère  Julio Videla une campagne de dons pour les enfants handicapés. Il a été invité au programme de télévision Dingolondango du réseau de l'État chilien TVN où il devait gagner de l'argent pour une institution caritative.

## Critiques contre sa personne
Malgré sa popularité, Kreutzberger n'a pas été libre des critiques, spécialement au Chili où il est attaqué par intellectuels de gauche et droite comme Francisco de la Maza, le sénateur destitué Jorge Lavanderos ou la leader communiste décédée Gladys Marín.

## Autres projets
Il a écrit deux livres autobiographiques : ¿Quién soy? (Qui suis-je ?) en 1987 et Entre la Espada y la TV (Entre l'épée et la TV) en 2002. D'autre part il a édité trois disques : El Bailongo (Le Bailongo), El Pachi-Pachi (Le Pachi-Pachi) et Mi homenaje gigante a la música norteña (Mes grands hommages à la musique régionale du Nord du Mexique).

## Compromis sociaux
Le travail social de l'animateur est allé de pair avec sa carrière à la télévision.

## Son style d'animateur
Comme toute figure publique, Don Francisco a présenté quelques caractéristiques particulièrement marquées lors de sa carrière professionnelle. Sa principale caractéristique a été la solidarité.

## Récompenses
- 2001 : son nom a été gravé au Walk of Fame à Hollywood, où il a été consacré comme l'animateur latino-américain plus célèbre de l'histoire. Cette année une partie d'une rue de Santiago a reçu son nom.
- 2002 : le pape Jean-Paul II lui attribue la médaille Benemerenti. Il fut la première personne non catholique à recevoir cet honneur. D'autre part, lui et sa fille Vivian ont célébré les 40 ans de Sábado Gigante (Samedi Géant) au Chili avec une grande célébration faite en octobre. Cette même année, la Organisation panaméricaine de la santé l'a nommé Campeón de la Salud de las Américas (Champion de la Santé des Amériques) pour ses contributions à la santé publique.
- 2003 : il a reçu la Condecoración Orden al Mérito Gabriela Mistral (Condécoration Ordre au Mérite Gabriela Mistral) dans son degré maximum de Gran Oficial (Grand Officiel) donné par le Gouvernement du Chili.
- 2004 :
- 2005 : l'Académie nationale des arts et des sciences de la télévision des États-Unis l'a apporté un reconnaissance spécial Emmy
- 2006 : l' Asociación Nacional de Televisión de Chile (Association National de Télévision du Chili), ANATEL, lui a donné le Premio ANATEL (prix ANATEL) par son contribution à l'industrie de la télévision du Chili.
- 2007 : le Sénat de la République du Chili a désigné Mario Kreutzberger comme la figure plus importante de la télévision chilienne pour ses 50 premières années.

Il a reçu en tout plus de huit cents récompenses et distinctions, dans lesquelles on peut remarquer sa nomination en tant qu'ambassadeur de l'Unicef.